# Carl Christian Nicolaj Balle
Carl Christian Nicolaj Balle, född 25 december 1806 i Köpenhamn, död 1855, var en dansk kompositör och kyrkomusiker.
Balle är mest känd för sina julpsalmer, bland annat "Det kimer nu til julefest".
Balle var pastor i Vesterbølle och Nebsager.